# Simone Majoli
Simone Majoli (Asti, 1520 – 1597) è stato un giurista, scrittore e vescovo cattolico italiano, vescovo di Vulturara e Montecorvino.

## Biografia
Il 16 giugno 1572 fu eletto vescovo Vulturara e Montecorvino. Rinunciò alla diocesi nel 1597.
Simone Majoli è noto soprattutto per la sua opera miscellanea Dies Caniculares. Scritta in latino, l’opera ha un lungo titolo, di cui si suole citare semplicemente l’incipit: “I giorni di canicola”, il periodo agostano di caldo afoso in cui è lecito tralasciare per un po’ i più gravosi doveri d’ufficio e ricrearsi in campagna. Ebbe una prima edizione a Roma nel 1597, varie riedizioni postume ed ampia diffusione in Europa, a testimonianza della notorietà soprattutto tra gli ecclesiastici. Il genere è quello del dialogo, molto in auge fino al ‘700; a conversare sono un cavaliere, un filosofo e un teologo nei quali sembrano ravvisarsi tre ‘anime’ dell’autore stesso. I Dies Caniculares sono un’enciclopedia sui generis che spazia dai fenomeni celesti alla geografia fisica, dagli animali alle piante e ai minerali, suddividendo la materia in colloqui che sono altrettanti capitoli. Majoli attinge esplicitamente ad Aristotele e a Plinio il Vecchio, alle Sacre Scritture e ai Dottori della Chiesa, non senza fare osservazioni originali e mostrando una particolare attenzione per le novità che il Nuovo Mondo svelava in quegli anni.
Majoli suggerì che i fossili di conchiglie, ricci di mare, alghe e altre creature marine scoperti nel Veronese e in altri distretti, potessero essere stati scagliati sulla terraferma da eruzioni vulcaniche, come quella che aveva dato origine, nel 1538, al Monte Nuovo, presso Pozzuoli. Si tratta del primo tentativo, seppur imperfetto, di collegare la posizione delle conchiglie fossili con l'azione dei vulcani, una teoria che sarebbe stata pienamente sviluppata da Robert Hooke, Anton Lazzaro Moro, James Hutton, e altri autori.